# Гвоздовер, Марианна Давидовна
Гвоздовер Марианна Давидовна  (2 июня 1917 года — 28 декабря 2004 года) — археолог, антрополог, специалистка по палеолиту, кандидат исторических наук.

## Биография
Родилась Марианна Давидовна в семье архитектора, помимо неё в семье было ещё трое детей.
С 1936 по 1941 год училась в МГУ имени М. В. Ломоносова на кафедре археологии. Марианна Давидовна ушла добровольцем на фронт после защиты диплома.
В 1945 году после возвращения с фронта она стала работать в НИИ и музее антропологии МГУ.
В 1948 году у Марианны Давидовны родилась дочь, и она была вынуждена сделать перерыв, но с 1949 года снова продолжила работу в авдеевских раскопках.

## Научная деятельность
С 1937 по 1940 год участвовала в Деснинской экспедиции. В 1941 году защитила дипломную работу на тему: «Стоянка Бугорок». С 1946 по 1951 год участвовала в исследованиях Авдеевской стоянки. С 1952 по 1953 год едет на Урал в разведочные работы с Бадером О.Н.
В 1953 году принимала участие в Костенковской экспедиции под руководством П. И. Борисковского и А. Н. Рогачева. С 1955 по 1956 год вместе с А. А. Формозовым раскапывают грот Староселье. В 1958 году защитила кандидатскую диссертацию по теме: «Авдеевская стоянка и её место среди других памятников позднего палеолита».
С 1955 по 1956 год была сотрудницей экспедиции А. А. Формозова по раскопкам пещеры Староселье в Крыму. С 1957 по 1971 год ведет раскопки на открытых ею верхнепалеолитических стоянках Каменная Балка 1, Каменная Балка II и Третий Мыс в Ростовской области. С 1971 года пригласила на раскопки Авдеевской стоянки в Курской области ученицу А. Н. Рогачева Г. П. Григорьеву.
С 1972 года началась совместная экспедиция с Институтом антропологии МГУ и ЛОИА АН СССР, в которой продолжились раскопки Авдеевской стоянки, в которой открылось второй большое жилище охотников на мамонтов («Авдеево новое»). С 1982 г. экспедицию возглавил Г. П. Григорьев, в которых Марианны Давидовны продолжала ежегодно принимать участие.
В конце 1990-х годов Гвоздовер М. Д. перестала ездить на раскопки в Авдеево, но стала часто ездить на Каменную Балку и консультировать там сотрудников и студентов.

### Основные публикации
- Палеолитическая стоянка Бугорок // Краткие сообщения Института истории материальной культуры. Вып. 15. М., 1947;
- О раскопках Авдеевской палеолитической стоянки в 1947 г. // КСИИМК, вып. XXXI. М.-Л., 1950;
- Скульптурное изображение мамонта из Авдеевской палеолитической стоянки близ Курска // Ученые записки МГУ. Вып. 158. Ископаемый человек и его культура на территории СССР. М., 1952;
- Обработка кости и костяные изделия Авдеевской стоянки // Материалы и исследования по археологии СССР. № 39. Палеолит и неолит СССР. Т. 2. М.-Л., 1953;
- История одной находки // Культурно-просветительная работа. 1955. № 4;
- Авдеевская стоянка и её место среди других памятников позднего палеолита. Автореф. дисс… канд. историч. н. М., 1958;
- Специфические черты кремнёвого инвентаря Авдеевской палеолитической стоянки // Краткие сообщения Института археологии. Вып. 82. М., 1961;
- Археологические фонды Института и Музея антропологии Московского университета // Вопросы антропологии. Вып. 48. М., 1974;
- Специализация охоты и характер кремнёвого инвентаря верхнего палеолита // Первобытный человек, его материальная культура и природная среда в плейстоцене и голоцене. М., 1974;
- Работы Авдеевской палеолитической экспедиции // Археологические открытия 1975 г. М., 1976;
- Исследование Авдеевской палеолитической стоянки // Археологические открытия 1976 г. М., 1977 (в соавторстве с Г. П. Григорьевым);
- Новые изображения человека из Авдеевской верхнепалеолитической стоянки и их место среди статуэток костенковской культуры // Вопросы антропологии. Вып. 57. М., 1977;
- О радиоуглеродном возрасте Авдеевской палеолитической стоянки // Бюллетень комиссии по изучению четвертичного периода. Вып. 49. М., 1979;
- Новые находки из Авдеева // Вопросы антропологии. Вып. 71. М., 1983;
- Орнамент на поделках костенковской культуры // Советская археология. 1985. № 1; Типология женских статуэток костенковской палеолитической культуры // Вопросы антропологии. Вып. 75. М., 1985;
- Обработка кости из нового жилого объекта Авдеевской палеолитической стоянки // Антропология и история культуры. М., 1993;
- Кремнёвый инвентарь Авдеевской палеолитической стоянки // Восточный граветт. М., 1998;
- Работы на Авдеевской палеолитической стоянке // Археологические открытия 1972 г. М.,
- 1973 (В соавторстве с Г. П. Григорьевым, Н. Б. Леоновой); Итоги трех лет работы на Авдеевской палеолитической стоянке // Новейшие открытия советских археологов. Ч. 1. Киев, 1875 (В соавторстве с Г. П. Григорьевым);
- Работы Авдеевской экспедиции // Археологические открытия 1975 г. М., 1976 (В соавторстве с Г. П. Григорьевым);
- Авдеевская палеолитическая экспедиция // Палеоэкология древнего человека. М., 1977 (В соавторстве с Г. П. Григорьевым);
- Очередной год работы на Авдеевской палеолитической стоянке близ Курска // Археологические открытия 1977 г. М., 1978 (В соавторстве с Г. П. Григорьевым);
- Исследования Авдеевской стоянки // Археологические открытия 1978 г. М., 1979 (В соавторстве с Г. П. Григорьевым);
- Новое в методике раскопок открытых стоянок верхнего палеолита // КСИА. Вып. 202. Полевая археология палеолита. М., 1990 (В соавторстве с Г. П. Григорьевым);
- О радиоуглеродном возрасте Авдеевской палеолитической стоянки // Бюллетень Комиссии по изучению червертичного периода. № 49. М., 1979 (В соавторстве с Л. Д. Сулержицким);
- Art of mammonth hunters. The finds from Avdeevo. Oxford, 1995.

## Семья
- Отец — Давид Лазаревич Гвоздовер
- Брат — Самсон Давидович Гвоздовер (1907—1970)
- Брат — Елиазар Давидович Гвоздовер (1914—1938)
- Сестра — Фрида Давидовна Гвоздовер